# 강원특별자치도교육청학생교육원
강원특별자치도교육청학생교육원(江原特別自治道敎育廳學生敎育院)은 더불어 살아가는 정의로운 민주시민을 양성하고, 심신수련을 통하여 미래사회의 주역이 될 책임감 있는 한국인을 육성하기 위하여 대한민국 강원특별자치도교육청 산하에 설치된 소속기관이다.